# Mistrovství České republiky v atletice 2015
46. Mistrovství České republiky mužů a žen v atletice 2015 se uskutečnilo ve dnech 27.–28. června 2015 na Městském stadionu AK Škoda Plzeň.
Mistrovství se zúčastnilo 481 závodníků (258 mužů a 223 žen) v 38 disciplínách (19 mužských a 19 ženských).

## Medailisté

### Muži
| Soutěž                           | Zlato                                                 | Stříbro                                                      | Bronz                                                       |
| 100 m                            | Jan Jirka 10.67                                       | Pavel Benda 10.80                                            | David Kolář 10.86                                           |
| 200 m                            | Pavel Maslák 20.58                                    | Michal Desenský 21.24                                        | Michal Tlustý 21.38                                         |
| 400 m                            | Jan Tesař 46.35                                       | Patrik Šorm 46.52                                            | Roman Flaška 47.17                                          |
| 800 m                            | Matěj Pavlíček 1:51.22                                | Tomáš Vystrk 1:51.57                                         | Martin Sadil 1:51.89                                        |
| 1500 m                           | Petr Vitner 3:47.96                                   | Ondřej Chour 3:51.67                                         | Miroslav Burian 3:51.99                                     |
| 5000 m                           | Petr Vitner 14:40.36                                  | Lukáš Olejníček 14:45.90                                     | Tomáš Edlman 14:49.16                                       |
| 10000 m Ústí nad Orlicí 9.5.2015 | Lukáš Olejníček 30:10.58                              | Jan Kreisinger 30:36.36                                      | Lukáš Kourek 30:49.02                                       |
| Maratonský běh Praha 3.5.2015    | Vít Pavlišta 2:17:51                                  | Jiří Homoláč 2:19:37                                         | Petr Pechek 2:22:42                                         |
| 110 m př.                        | Petr Svoboda 13.54                                    | Václav Sedlák 14.07                                          | Martin Mazáč 14.18                                          |
| 400 m př.                        | Michal Brož 50.29                                     | Jiří Stehno 51.29                                            | Radek Fischer 51.52                                         |
| 3000 m př.                       | Lukáš Olejníček 8:59.85                               | Filip Sasínek 9:04.96                                        | Michal Šmahel 9:06.47                                       |
| 4 × 100 m                        | Šrámek Grabmüller Urban Kadlec ASK Slavia Praha 41.44 | Navrátil Suchánek Vaverka Pírek VSK Univerzita Brno 41.50    | Kolář Povýšil Svoboda Trafina AC Slovan Liberec, o.s. 41.51 |
| 4 × 400 m                        | Černý Čapek Šnejdr Lichý ASK Slavia Praha 3:13.55     | Juránek Vystrk Suchánek Tuček M. VSK Univerzita Brno 3:14.26 | Altman Maruštík Kubeš Škoda AK ŠKODA Plzeň 3:17.48          |
| Skok do výšky                    | Martin Heindl 2.22 m                                  | Petr Pícha 2.11 m                                            | Matyáš Dalecký 2.07 m                                       |
| Skok o tyči                      | Jan Kudlička 5.73 m                                   | Michal Balner 5.37 m                                         | Adam Pašiak 5.06 m                                          |
| Skok daleký                      | Radek Juška 7.67 m                                    | Jiří Sýkora 7.39 m                                           | Milan Pírek 7.27 m                                          |
| Trojskok                         | Martin Vachata 15.64 m                                | Bohumil Bětuňák 15.39 m                                      | David Beneš 15.31 m                                         |
| Vrh koulí                        | Martin Novák 19.70 m                                  | Jan Marcell 19.64 m                                          | Tomáš Staněk 19.51 m                                        |
| Hod diskem                       | Marek Bárta 56.07 m                                   | Jaromír Masqal 55.83 m                                       | Igor Gondor 55.64 m                                         |
| Hod kladivem                     | Lukáš Melich 71.10 m                                  | Miroslav Pavlíček 62.58 m                                    | Jaroslav Lauterkranc 62.32 m                                |
| Hod oštěpem                      | Jakub Vadlejch 81.91 m                                | Jaroslav Jílek 77.45 m                                       | Petr Frydrych 74.55 m                                       |
| Desetiboj                        | Jindřich Večeřa 6976 bodů                             | Tomáš Vojtek 6595 bodů                                       | Radoš Rykl 6378 bodů                                        |
| 20 km chůze Poděbrady 11.4.2015  | Pavel Schrom 1:30:11                                  | Lukáš Gdula 1:34:04                                          | Filip Veselouš 1:35:03                                      |
| 50 km chůze Dudince 21.3.2015    | Lukáš Gdula 3:59:03                                   | Pavel Schrom 4:09:39                                         | Ondřej Motl 4:28:11                                         |

### Ženy
| Soutěž                          | Zlato                                                                                         | Stříbro                                                                                               | Bronz                                                                                       |
| 100 m                           | Barbora Procházková 11.81                                                                     | Jana Slaninová 12.02                                                                                  | Martina Schmidová 12.08                                                                     |
| 200 m                           | Nikola Bendová 23.76                                                                          | Barbora Procházková 23.77                                                                             | Martina Schmidová 23.96                                                                     |
| 400 m                           | Helena Jiranová 55.15                                                                         | Lenka Masná 55.16                                                                                     | Klára Lepešková 56.32                                                                       |
| 800 m                           | Diana Mezuliáníková 2:07.74                                                                   | Kateřina Hálová 2:09.32                                                                               | Alena Ulrichová 2:11.04                                                                     |
| 1500 m                          | Kristiina Sasínek Mäki 4:25.48                                                                | Tereza Čapková 4:28.08                                                                                | Moira Stewartová 4:31.75                                                                    |
| 5000 m                          | Kristiina Sasínek Mäki 16:11.78                                                               | Eva Vrabcová 16:14.92                                                                                 | Lada Nováková 17:27.46                                                                      |
| 100 m př.                       | Kateřina Cachová 13.35                                                                        | Lucie Koudelová 13.41                                                                                 | Karolina Hlavatá 13.66                                                                      |
| 400 m př.                       | Denisa Rosolová 55.26                                                                         | Lucie Taclíková 58.71                                                                                 | Kateřina Hálová 59.83                                                                       |
| 3000 m př.                      | Michaela Drábková 10:15.41                                                                    | Monika Hrachovcová 10:16.27                                                                           | Radka Hanzlová 10:26.55                                                                     |
| 4 × 100 m                       | Lucie Domská Karolina Hlavatá Martina Hofmanová Koudelová Česká republika 22 45.85            | Iveta Mazáčová Barbora Procházková Švecová Pavlína Humpolíková Univerzitní sportovní klub Praha 46.16 | Paťková Kratochvílová Jirmanová Semecká TJ Dukla Praha 47.97                                |
| 4 × 400 m                       | Karolína Jirmanová Sára Janušková Alžběta Kratochvílová Zuzana Hejnová TJ Dukla Praha 3:43.46 | Edita Sklenská Dominika Krupařová Kamila Němcová Markéta Škaldová AK Olymp Brno 3:48.87               | Kateřina Turková Kateřina Ulrichová Kateřina Kodrová Šárka Kalvová ASK Slavia Praha 3:50.40 |
| Skok do výšky                   | Oldřiška Marešová 1.89 m                                                                      | Michaela Hrubá 1.86 m                                                                                 | Eliška Klučinová 1.80 m                                                                     |
| Skok o tyči                     | Jiřina Ptáčníková 4.63 m                                                                      | Romana Maláčová 4.30 m                                                                                | Aneta Morysková 4.00 m                                                                      |
| Skok daleký                     | Jana Korešová 6.19 m                                                                          | Eliška Klučinová 6.18 m                                                                               | Lucie Májková 6.14 m                                                                        |
| Trojskok                        | Lucie Májková 13.69 m                                                                         | Dominika Horniaková 12.56 m                                                                           | Zdeňka Pražáková 12.21 m                                                                    |
| Vrh koulí                       | Markéta Červenková 16.04 m                                                                    | Jana Kárníková 15.67 m                                                                                | Petra Klementová 15.47 m                                                                    |
| Hod diskem                      | Eliška Staňková 58.66 m                                                                       | Jitka Kubelová 51.18 m                                                                                | Zuzana Kubicová 48.03 m                                                                     |
| Hod kladivem                    | Tereza Králová 66.67 m                                                                        | Lenka Valešová 64.03 m                                                                                | Kateřina Šafránková 62.86 m                                                                 |
| Hod oštěpem                     | Barbora Špotáková 61.00 m                                                                     | Irena Šedivá 57.92 m                                                                                  | Jarmila Jurkovičová 54.78 m                                                                 |
| Sedmiboj                        | Michaela Broumová 5295 bodů                                                                   | Aneta Komrsková 5038 bodů                                                                             | Katarína Kuštárová 5003 bodů                                                                |
| 20 km chůze Poděbrady 11.4.2015 | Anežka Drahotová 1:33:30                                                                      | Lucie Pelantová 1:41:24                                                                               | Hana Herberová 1:50:29                                                                      |